# Ahnsen
Ahnsen este o comună din landul Saxonia Inferioară, Germania.
1. ↑  , Wikipedia în esperanto https://www.ahnsen-schaumburg.de/ Lipsește sau este vid: |title= (ajutor)
2. ↑  Alle politisch selbständigen Gemeinden mit ausgewählten Merkmalen am 31.12.2018 (4. Quartal) (în germană), Statistisches Bundesamt[*], arhivat din original la 10 martie 2019, accesat în 10 martie 2019
3. ↑  GeoNames